# Roebling-Planche
Roebling-Planche war eine US-amerikanische Automarke.

## Markengeschichte
Die Walter Automobile Company hatte den Sitz zunächst in New York City und später in Trenton in New Jersey. William Walter leitete es. Washington A. Roebling war ebenfalls beteiligt. Der Ingenieur Etienne Planche stammte aus Frankreich und hatte vorher bei Peugeot gearbeitet. 1908 war Planche Generalmanager bei Walter. In dem Jahr begann Planche im Auftrag von Roebling mit dem Entwurf eines Rennwagens. Der Markenname lautete Roebling-Planche.
Anfang 1909 verließ William Walter das Unternehmen, das sich in finanziellen Problemen befand. Die Familie Roebling übernahm es. Es gab zwar Pläne für eine Roebling-Planche Company, die jedoch nie gegründet wurde. Ein bisheriges Modell wurde weitergebaut. Außerdem erschien ein zweites Modell. Beide wurden als Roebling-Planche vermarktet. Im Mai 1909 wurde Mercer Autocar Company das Nachfolgeunternehmen. Somit kam 1909 das Aus für Roebling-Planche.

## Fahrzeuge
Vom Rennwagen waren zehn Stück geplant. Allerdings wurde nur einer fertiggestellt. Er hatte einen Vierzylindermotor mit 140 PS Leistung. Roebling fuhr das Fahrzeug in einem Rennen in Spring Lake in New Jersey.
Das Model M entsprach dem Walter Model M. Sein Vierzylindermotor mit jeweils 139,7 mm Bohrung und Hub und 8565 cm³ Hubraum leistete 50 PS. Das Fahrgestell hatte 310 cm Radstand. Zur Wahl standen ein gewöhnlicher Tourenwagen mit sieben Sitzen, ein Cape Top Tourenwagen mit ebenfalls sieben Sitzen und ein Runabout mit vier Sitzen.
Neu war das Model P. Sein Vierzylindermotor hatte 107,95 mm Bohrung, 101,6 mm Hub, 3719 cm³ Hubraum und 20 PS Leistung. Der Radstand betrug 264 cm. Einziger Aufbau war ein Landaulet mit sechs Sitzen.

## Modellübersicht
| Jahr | Modell    | Zylinder | Leistung (PS) | Radstand (cm) | Aufbau                                                                 |
| ---- | --------- | -------- | ------------- | ------------- | ---------------------------------------------------------------------- |
| 1909 | Rennwagen | 4        | 140           |               |                                                                        |
| 1909 | Model M   | 4        | 50            | 310           | Tourenwagen 7-sitzig, Cape Top Tourenwagen 7-sitzig, Runabout 4-sitzig |
| 1909 | Model P   | 4        | 20            | 264           | Landaulet 6-sitzig                                                     |